# Lega Nazionale A 1981-1982
L'edizione 1981-1982 della Lega Nazionale A vide la vittoria finale del Grasshoppers. Capocannoniere del torneo fu Claudio Sulser (Grasshoppers), con 22 reti.

## Stagione

### Novità
Dalla Lega Nazionale A 1980-1981 è stato retrocesso in Lega Nazionale B lo Chênois, mentre dalla Lega Nazionale B 1980-1981 sono stati promossi il Vevey, l'Aarau e il Bulle.

## Classifica finale
|  | Pos. | Squadra         | Pt | G  | V  | N  | P  | GF | GS | DR  |
|  | ---- | --------------- | -- | -- | -- | -- | -- | -- | -- | --- |
|  | 1.   | Grasshoppers    | 49 | 30 | 21 | 7  | 2  | 72 | 24 | +48 |
|  | 2.   | Servette        | 48 | 30 | 20 | 6  | 4  | 76 | 32 | +44 |
|  | 3.   | Zurigo          | 46 | 30 | 18 | 10 | 2  | 62 | 25 | +37 |
|  | 4.   | Neuchâtel Xamax | 45 | 30 | 18 | 9  | 3  | 67 | 30 | +37 |
|  | 5.   | Young Boys      | 39 | 30 | 15 | 9  | 6  | 52 | 40 | +12 |
|  | 6.   | Sion            | 31 | 30 | 12 | 7  | 11 | 51 | 46 | +5  |
|  | 7.   | Aarau           | 28 | 30 | 10 | 8  | 12 | 51 | 55 | -4  |
|  | 8.   | Basilea         | 28 | 30 | 11 | 6  | 13 | 47 | 51 | -4  |
|  | 9.   | Lucerna         | 27 | 30 | 10 | 7  | 13 | 54 | 59 | -5  |
|  | 10.  | San Gallo       | 25 | 30 | 10 | 5  | 15 | 40 | 45 | -5  |
|  | 11.  | Vevey           | 23 | 30 | 6  | 11 | 13 | 44 | 57 | -13 |
|  | 12.  | Bellinzona      | 21 | 30 | 7  | 7  | 16 | 34 | 66 | -32 |
|  | 13.  | Losanna         | 20 | 30 | 6  | 8  | 16 | 39 | 52 | -13 |
|  | 14.  | Bulle           | 19 | 30 | 5  | 9  | 16 | 29 | 58 | -29 |
|  | 15.  | Nordstern       | 17 | 30 | 6  | 5  | 19 | 29 | 69 | -40 |
|  | 16.  | Chiasso         | 16 | 30 | 4  | 8  | 18 | 25 | 63 | -38 |

Legenda:

      Campione di Svizzera e qualificata in Coppa dei Campioni 1982-1983
      Qualificata in Coppa delle Coppe 1982-1983
      Qualificate in Coppa UEFA 1982-1983
      Retrocesse in Lega Nazionale B 1982-1983.
Note:

Due punti a vittoria, uno a pareggio, zero a sconfitta.

## Statistiche

### Classifica marcatori
| Gol |  |  | Giocatore         | Squadra         |
| --- |  |  | ----------------- | --------------- |
| 22  |  |  | Claudio Sulser    | Grasshoppers    |
| 16  |  |  | Marc Schnyder     | Servette        |
| 15  |  |  | Jean-Paul Brigger | Sion            |
| 15  |  |  | Lucien Favre      | Servette        |
| 15  |  |  | Angelo Elia       | Servette        |
| 14  |  |  | Walter Seiler     | Zurigo          |
| 14  |  |  | Roger Hegi        | Aarau           |
| 13  |  |  | Ottmar Hitzfeld   | Lucerna         |
| 12  |  |  | Don Givens        | Neuchâtel Xamax |
| 12  |  |  | Walter Pellegrini | Neuchâtel Xamax |
| 12  |  |  | Franz Peterhans   | Young Boys      |
| 12  |  |  | Peter Risi        | Lucerna         |

## Verdetti finali
- Grasshoppers Campione di Svizzera 1981-1982 e qualificata alla Coppa dei Campioni 1982-1983.
- Sion vincitore della Coppa Svizzera 1981-1982 e qualificata alla Coppa delle Coppe 1982-1983.
- Servette e Zurigo qualificate alla Coppa UEFA 1982-1983.
- Nordstern e Chiasso retrocesse in Lega Nazionale B.